# بادن بادن باول
بادن فليتشر سميث بادن باول (بالإنجليزية: Baden Baden-Powell)‏ (22 مايو 1860 - 3 أكتوبر 1937) كان رائدا في الطيران العسكري، ورئيس الجمعية الملكية للطيران جيئة وذهابا بين عام 1902-1909.